# Rataje u Kroměříže
Rataje (deutsch Rattay, 1939–1945 Ratais) ist eine Gemeinde in Tschechien. Sie liegt fünf Kilometer südwestlich von Kroměříž und gehört zum Okres Kroměříž.

## Geographie
Rataje befindet sich in den nordöstlichen Ausläufern des Litentschitzer Hügellandes am Übergang zur Obermährischen Senke (Hornomoravský úval). Das Straßendorf erstreckt sich an den Hängen einer vom Bach Ratajský potok durchflossenen Talmulde. Im Westen erhebt sich der Troják (396 m).
Nachbarorte sind Popovice und Sobělice im Norden, Kroměříž und Vážany im Nordosten, Kotojedy und Jarohněvice im Osten, Drahlov und Šelešovice im Südosten, Soběsuky, Olšina, Skržice und Zdounky im Süden, Nětčice, Zborovice und Medlov im Südwesten, Tetětice und Srnov im Westen sowie Věžky im Nordwesten.

## Geschichte
Archäologische Funde aus der Zeit zwischen 1000 und 500 v. Chr. belegen eine frühzeitliche Besiedlung des Gemeindegebietes.
Die erste schriftliche Erwähnung der Pfarre in Ratay erfolgte 1220. Im Jahre 1379 verkaufte der Vladike Smil de Ratay den Besitz an Wok von Hohlenstein. 1409 wurde der Ort als Rataj bezeichnet. Während der Hussitenkriege erlosch die Pfarre und das Dorf wurde nach Zdounky eingepfarrt. Seit 1531 wurde das Dorf Ratage genannt. Im 16. Jahrhundert war das Dorf Zentrum mehrerer religiöser Sekten. Seit 1550 befand sich im Dorf eine Schule der Brüdergemeine. Im Jahre 1560 entstand in Ratage eine Pfarre der Mährischen Brüder; zehn Jahre später wurde die katholische Pfarre erneuert und von Pfarrer zu Zdounky verwaltet. Der Pfarrer der Brüder wurde im Jahre 1600 abgezogen, zwischen 1618 und 1620 war die Pfarrstelle wieder besetzt. Im Dreißigjährigen Krieg erloschen beide Pfarren. Die Hradischer Jesuiten errichteten 1670 wieder eine katholische Pfarre in Ratage und rekatholisierten bis 1700 den gesamten Sprengel. Im Jahre 1740 wurde der Umbau der Kirche abgeschlossen. Hinter der Kirche entstand 1778 eine Schule und zwischen 1810 und 1814 ein neues Pfarrhaus. Beim Ortsbrand vom 21. April 1840 wurde auch die Kirche zerstört. Ihr Wiederaufbau erfolgte ab 1841.
Nach der Aufhebung der Patrimonialherrschaften bildete Rataj / Rattay ab 1850 eine Gemeinde in der Bezirkshauptmannschaft Kroměříž. 1880 wurde ein neues Schulhaus errichtet. Seit 1881 führt die Gemeinde den Namen Rataje. Im selben Jahre wurden bei der Kirche schwere Schäden festgestellt und ihr Abriss beschlossen. Popovice und Sobělice wurden 1961 eingemeindet. Die Grundschule wurde 1979 geschlossen und die Kinder nach Kroměříž umgeschult. Mit Beginn des Schuljahres 1991/92 wurde in Rataje wieder eine Grundschule eingerichtet.

## Gemeindegliederung
Die Gemeinde Rataje besteht aus den Ortsteilen Popovice (Popowitz), Rataje (Rattay) und Sobělice (Zobelitz).

## Sehenswürdigkeiten
- Kirche St. Peter und Paul, der zweitürmige Bau wurde zwischen 1881 und 1898 nach Plänen von Gustav Karel Mereta errichtet. Der 1740 geweihte und aus der gotischen Kapelle aus dem Jahre 1030 entstandene Vorgängerbau brannte 1840 aus und erwies sich nach dem Wiederaufbau als einsturzgefährdet.
- Friedhofskapelle
- Statue der Jungfrau Maria mit dem Jesuskind
- Mehrere Kreuze aus dem 19. Jahrhundert

## Söhne und Töchter der Gemeinde
- Emil Axman (1887–1949), Komponist und Musikarchivar der Prager Nationalmuseums